# きゃらぶき
きゃらぶきはフキの佃煮。日本の伝統的な保存食の1つ。ツワブキを用いて作られることもある。
灰汁抜きしたフキの茎を醤油、味醂、砂糖、酒の煮汁で長時間煮込んだ料理。
天むすの添え物として利用されることが多い。
季語としては、初夏（太陽暦5月、旧暦4月）の季語となる。

## 由来と発祥
醤油で食材を煮た料理は濃い茶色、伽羅色に仕上がることから「伽羅煮」と呼ばれることが多いが、本品もそういった伽羅煮の1つである。漢字表記では「伽羅蕗」となる。
きゃらぶきがいつ頃から作られるようになったのかは定かではないが、伽羅牛蒡（金平牛蒡）、「あわびの干煮貝伽羅作り」といった伽羅煮の料理は元禄文化時代の文献、『茶湯献立指南』（元禄9年、1696年、遠藤元閑著）などに確認できることから、きゃらぶきの成立も元禄年代に遡れるのではないかと考えられている。